# Four Jills in a Jeep
Four Jills in a Jeep es una película musical estadounidense de 1944, dirigida por William A. Seiter y protagonizada por Kay Francis, Carole Landis, Martha Raye y Mitzi Mayfair, que cuenta con la participación de Alice Faye, Betty Grable y Carmen Miranda.

## Argumento
Kay Francis, Martha Raye, Mitzi Mayfair y Carole Landis parten hacia  Inglaterra para entretener a los soldados en las bases militares. El soldado Eddie Hart se enamora de Marta; Landis del aviador Ed Harris; Kay se impresiona con los modales del médico capitán inglés Lloyd; y Mitzi encuentra un socio y novio de edad, Dick Ryan. Durante los espectáculos, ellas tienen poco tiempo para el romance, aunque son varias las bodas que se llevan a cabo durante el curso de la historia. La acción también se desarrolla en el norte de África. Al igual que otras actrices, Carmen Miranda aparece como ella misma, cantando en un show de radio con el maestro de ceremonias George Jessel y Alice Faye.

## Reparto
- Kay Francis ... ella misma
- Carole Landis ... ella misma
- Martha Raye ... ella misma
- Mitzi Mayfair ... ella misma
- Jimmy Dorsey y su orquesta, como ellos mismos
- John Harvey ... Ted Warren
- Phil Silvers ... Eddie
- Dick Haymes ... Teniente Dick Ryan
- Alice Faye ... ella misma
- Betty Grable ... ella misma
- Carmen Miranda ... ella misma
- George Jessel ... él mismo

## Recepción
Bosley Crowther escribiendo para The New York Times calificó la película de "estilo mediocre."